# Othello (film, 1965)
Othello är en brittisk dramafilm från 1965 i regi av Stuart Burge. Filmen är baserad på National Theatre Companys uppsättning av William Shakespeares pjäs med samma namn från 1603, vilken spelades åren 1964–1966. I huvudrollerna ses Laurence Olivier, Maggie Smith, Joyce Redman och Frank Finlay, som alla erhöll oscarnomineringar. I filmen gjorde även Derek Jacobi och Michael Gambon sina filmdebuter.

## Rollista i urval
- Laurence Olivier - Othello
- Maggie Smith - Desdemona
- Joyce Redman - Emilia
- Frank Finlay - Iago
- Derek Jacobi - Cassio
- Robert Lang - Roderigo
- Kenneth Mackintosh - Lodovico
- Anthony Nicholls - Brabantio
- Sheila Reid - Bianca
- Edward Hardwicke - Montano
- Michael Gambon - Senator/Soldat/Cypriot